# Oltenia

Oltenia na tle całej Wołoszczyzny i podziału administracyjnego Rumunii

Oltenia (t. Mała Wołoszczyzna; rum. Oltenia) – kraina historyczna w Rumunii stanowiąca zachodnią część Wołoszczyzny.

## Geografia
Oltenia leży między rzekami Dunajem (na południu i zachodzie) i Alutą (na wschodzie) oraz Karpatami (na północy). Północna część regionu to tereny górzyste, południowe stoki Karpat, natomiast południowa część to wypłaszczenie doliny naddunajskiej.
Głównym miastem i historyczną stolicą Oltenii jest Krajowa (rum. Craiova).

## Historia
Oltenia przez większość czasu dzieliła losy całej Wołoszczyzny. Zasiedlona przez Traków, później przez Daków, na początku II wieku została opanowana przez Rzymian (później tutaj znajdowało się centrum prowincji Dacja Dolna, i to właśnie w rejonie Oltenii Rzymianie wybudowali kamienny most na Dunaju, którego resztki znajdują się w Drobeta-Turnu Severin). Po wyparciu Rzymian z Dacji, opanowywana przez kolejne ludy, aż do XIV wieku, gdy z drobnych państewek w Oltenii zjednoczonych przez Basaraba I wykształciło się państwo wołoskie.
Oltenia, dzieląca historię państwa, zachowała jednak pewną odrębność, która przejawiała się w funkcjonowaniu przez długi czas stanowiska bana Oltenii (lub wielkiego bana Krajowej), do XVI w. piastowanego najczęściej nie przez przedstawicieli panującej dynastii Basarabów, ale potężnego lokalnego rodu bojarskiego Craiovești, który niejednokrotnie prowadził własną politykę w opozycji wobec panujących hospodarów.
Faktyczne oddzielenie Oltenii od pozostałej części Wołoszczyzny (Muntenii) nastąpiło jedynie w okresie 1718–1739: na mocy pokoju w Požarevacu Oltenia została włączona w granice Austrii, powróciła jednak w granice Wołoszczyzny po kolejnej wojnie austriacko-tureckiej na mocy postanowień pokoju w Belgradzie. Austriacy początkowo zostali powitani jako wyzwoliciele, z czasem jednak zrodziła się opozycja przeciwko nim związana m.in. z przeprowadzaniem przez Austriaków nowoczesnych reform administracyjnych, prawnych i podatkowych, które pozbawiały przywilejów bojarów oraz uderzały boleśnie w chłopstwo.
W 1761 siedziba banów olteńskich została przeniesiona do Bukaresztu, a w 1832 urząd zlikwidowano. W 1821 Oltenia była centrum powstania antytureckiego, któremu przewodził Tudor Vladimirescu, jednymi z punktów oporu powstańców były m.in. ufortyfikowane monastyry olteńskie.

## Literatura
- J. Demel, Historia Rumunii, Wrocław 1970.